# Annaré
Annaré è un film del 1998, diretto da Ninì Grassia, che ha curato anche soggetto e sceneggiatura. Si tratta del secondo remake del film Una tenera follia del 1986, il primo era stato Una grande voglia d'amore del 1994, anch'esso diretto da Grassia.

## Trama
Rientrato a Napoli, dopo un tour in America, Gigi chiede notizie di Anna, ex-fidanzata di cui è ancora innamorato. Il padre gli dice che la ragazza sta per sposarsi con un certo Gustavo.
Gigi ha alcuni problemi nella vita privata: ha mentito molte volte ad Anna dicendo che Mara sia sua sorella, mentre invece è la sua compagna; poi s'è dimenticato di pagare le rate della casa, motivo per cui corre il rischio di perderla; e il cantante Bibì Izzo cerca ogni volta di fare un provino con lui.
Prima di sposarsi con Gustavo, Anna per strada vede un manifesto d'un concerto di Gigi. Vorrebbe andarci, ma ha paura di deludere il futuro marito. Gigi sul palco canta la canzone Annaré e rivede l'ex-fidanzata: i due decidono infine di tornare insieme.

## Cast
In questo film recitano gli emergenti Gigi D'Alessio, protagonista, e Biagio Izzo. Inoltre è presente un piccolo cameo del giornalista e conduttore televisivo Amedeo Goria, che recita con accento torinese.

## Produzione

### Riprese
Il film è stato girato a Napoli e provincia. Molte scene tra cui quelle della villa della compagna Mara sono girate a Castel Volturno in provincia di Caserta.

## Distribuzione
Il film realizza un incasso di circa mezzo miliardo di lire nella sola città di Napoli, risultando però inedito nel resto d'Italia e venendo esportato nei paesi, dove sono presenti diversi emigranti italiani.

## Colonna sonora
Le musiche sono dello stesso Gigi D'Alessio.
1. 30 canzoni
2. Di notte
3. Cumpagna mia
4. Sconfitta d'amore
5. Anna se sposa
6. Annarè

## Curiosità
- Il film, pur essendo stato proiettato solo a Napoli e Provincia, balzò agli onori della cronaca[2] nel 1998, in quanto nel primo week-end di programmazione fu l'unico film che riuscì a battere la media di incassi sommati della "corazzata" Titanic e La maschera di ferro (entrambi con l'attore Leonardo Di Caprio) al botteghino con un incasso di circa 27 milioni di lire.